# Бусілко Ілля Вікторович
Ілля Вікторович Бусілко (10 жовтня 1989, м. Мінськ, СРСР) — білоруський хокеїст, захисник. Виступає за «Дукла» (Детва) у 1-а хокейна ліга Словаччини.
Вихованець хокейної школи «Юність» (Мінськ). Виступав за «Керамін-2» (Мінськ), «Металург-2» (Жлобин), «Металург» (Жлобин), ХК «Могильов», «Харківські Акули», «Вітебськ».